# Rejanellus
Rejanellus là một chi nhện trong họ Thomisidae.